# Acehejska vojna
Acehejska vojna je bila vojna med muslimanskim sultanatom v Acehu na severu Sumatre in Nizozemci, ki je trajala med letoma 1873 in 1904. Vojna se je začela s podpisom pogodbe s katero je Združeno kraljestvo dobilo vpliv na severno Sumatro. Nato so Nizozemci zavzeli Aceh, vendar so se jim v notranjosti domačini uspešno upirali. Leta 1904 so podpisali mirovni sporazum, s katerim je Nizozemska utrdila nadzor nad celotno regijo.